# Friedrich von Pöck

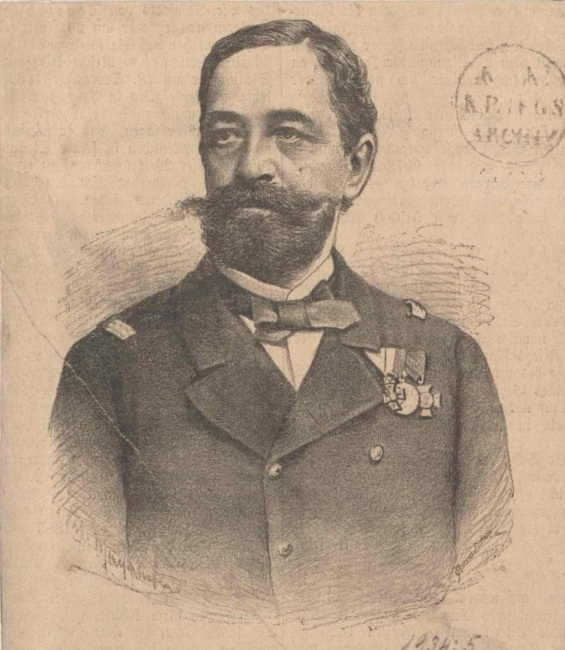
Friedrich von Pock, Admiral und Kommandant der Österreichischen Kriegsmarine.

Friedrich Freiherr von Pöck (* 19. August 1825 in Szobotist, Komitat Neutra, Königreich Ungarn, heute Slowakei; † 25. September 1884 in Feldhof bei Graz) war Admiral und Kommandant der Österreichischen Kriegsmarine.

## Leben
Er wurde als Sohn des Oberst i.P. Freiherr von Pöck (* 26. Mai 1787 in Iglau; † 23. September 1862 in Ödenburg) und Marie Freifrau Horeczky von Kraszna-Horka und Koricsan in Neutra geboren. Aus einer Soldatenfamilie stammend trat er im August 1837 in das Marinekadetten-Kollegium in Venedig als Ärialzögling ein und wurde am 1. August 1843 in die k.k. Kriegsmarine ausgemustert. Er zeichnete sich erstmals während der Belagerung von Venedig 1849 aus und wurde von Korvettenkapitän Ludwig von Fautz belobt. Als Schiffskommandant bewährte er sich, und sein früherer Kommandant, der spätere Vizeadmiral Fautz, bescheinigte ihm eine gute Dienstbeschreibung. Als Kommandant der Novara hatte er während der Erdumseglung unter Bernhard von Wüllerstorf-Urbair Gelegenheit, diese Meinung zu bestätigen. 1860 kommandierte er kurzzeitig die Gardasee-Flottille und hierauf das eben erst in Dienst gestellte Linienschiff SMS Kaiser.
Seit 1869 Stellvertreter Tegetthoffs als Chef der Marinesektion, wurde Pöck nach dessen Tod zuerst provisorisch, ab 1872 definitiv sein Nachfolger. Die Ära Pöck wird allgemein ungünstig beurteilt – er sei ohne Elan, geistige Interessen und technisches Wissen gewesen. Zu Anfang profitierte er noch von den Neuerungen und dem Bauprogramm Tegetthoffs, brachte selbst aber nur wenig zustande. Am 18. September 1882 wurde Pöck zum zweiten Admiral der Österreichischen Kriegsmarine nach Anton Michael Freiherr Bourguignon von Baumberg ernannt.
Anfang November 1883 erlitt er einen Nervenzusammenbruch, wurde pensioniert und soll an einer Geistesstörung gestorben sein. Offen bleibt in der Geschichtsschreibung, ob er den Freitod gewählt hat.